# Барневельдер
Барневельдер — редкая голландская порода кур мясо-яичного направления. Вероятно, они произошли от таких пород, как брама, кохинхин. Куры были названы в честь одноименного города в Голландии.
Порода была признана в 1923 году.
Птица имеет три разновидности окраски и рисунка: белый, черный и двух каёмчатый.
Куры — хорошие несушки, которые несут большие коричневые яйца и, в отличие от некоторых других пород, продолжают хорошо откладывать яйца зимой. Вес петухов составляет 3-3,5 кг, кур — 2,5-2,75 кг. Курица-Барневелдер откладывает около 160—180 или 175—200 коричневых яиц в год, весом около 60-65 г.
Птица отличается отличным здоровьем, неприхотливостью, спокойным и общительным характером, куры легко приручаются.